# Viggo Vagnby
Viggo Vagnby, född Kristensen 4 september 1896 i Hundborg i Thisteds kommun i Danmark, död 20 september 1966 i Skagen, var en dansk tecknare och reklamaffischkonstnär.

## Biografi
Viggo Vagnby utbildade sig först till målargesäll i Århus, där han debuterade som kubistisk målare. Han vidareutbildade sig i teckning i Frankrike på 1920-talet  och startade egen firma för att arbeta med reklambilder och som utställningsarkitekt i Ålborg 1925, vilken flyttades till Köpenhamn 1943 och senare 1953 till Skagen. Han gjorde flera turistaffischer, som blev berömda, bland andra en för Skagen från 1955, som avbildar en rödspätta som en målarpalett. Mest känd blev han för affischen Wonderful Copenhagen från 1953. Denna ikoniska turistaffisch visar en trafikkonstapel som stoppat fotgängare, cyklister, bilar och spårvagnar på en Köpenhamnsgata för att låta en andhona med ungar ostört passera över gatan. Han dekorerade Restaurant Grenen i Skagen och var illustratör i den danska utgåvan av Benjamin Spocks Bogen om barnet 1954, den danska upplagan av Common Sense Book of Baby and Child Care. 

## Familj
Viggo Vagnby var gift med Maria Hellisen Vagnby (född 1896) och far till Jes Vagnby.
| ”                | Finns det någon som fortfarande minns Viggo Vagnbys affisch ... Wonderful Copenhagen, med dess rörande bild av en polis som hejdar trafiken så att en andmamma kan korsa gatan med sina sju små, duniga ungar? Det borde vi göra. För affischen uttrycker fortfarande vår [danska] självuppfattning. Närhet, omsorg om de utsatta och sårbara, beskyddade av världens mest mänskliga ordningsmakt. | „ |
| – Carsten Jensen | |   |